# Fernand Charron
Fernand Charron, francoski dirkač, * 1866, Francija, † 13. avgust 1928, Francija.
Fernand Charron se je rodil leta 1866. Prvič je na pomembnejši dirki nastopil v sezoni 1897, ko je na dirki Marseille-La Turbie odstopil. Bolje mu je uspela njegova druga dirka Pariz-Dieppe, ko je osvojil četrto mesto. Še dosti bolj pa je opozoril nase v naslednji sezoni 1898 z zmagama na dirkah Marseille-Nica in Pariz-Amsterdam-Pariz ter drugim mestom na dirki Pariz-Bourdeaux. V sezoni 1899 je zmagal na dirki Pariz-Bourdeaux, v sezoni 1900 pa je po tretjem mestu na dirki Nica-Marseille dosegel svojo najbolj znano zmago na dirki Gordon Bennet Cup 1900. Znana je predvsem zaradi nenavadne nesreče, ko je na stezo nenadoma pritekel pes bernardinec, ki se je zagozdil med prednjim desnim kolesom in vzmetenjem ter s tem blokiral krmilni sistem, zaradi česar je Charron zapeljal s ceste. Toda uspel se je vrniti in kljub poškodovanem desnem sprednjem vzmetenju zmagal z dirkalnikom Panhard. Po dveh zaporednih odstopih, šestem mestu na dirki Pariz-Berlin v sezoni 1901, še enem odstopu in le oseminpetdesetem mestu na dirki Pariz-Madrid v sezoni 1903 se je upokojil kot dirkač. Umrl je leta 1928.